# Wedding Daze
Wedding Daze är en amerikansk film från 2006, skriven och regisserad av Michael Ian Black. I huvudrollerna syns Jason Biggs och Isla Fisher.

## Rollista (urval)
- Jason Biggs - Anderson
- Isla Fisher - Katie
- Michael Weston - Ted
- Ebon Moss-Bachrach - Matador
- Joe Pantoliano - Smitty
- Heather Goldenhersh - Jane
- Joanna Gleason - Lois
- Edward Herrmann - Lyle
- Margo Martindale - Betsy
- Mark Consuelos - Morty
- Audra Blaser - Vanessa
- Matt Malloy - Stuart
- Rob Corddry - Kyle